# Clasificación para la Eurocopa Sub-21 de 2015
La Clasificación para la Eurocopa Sub-21 de 2015, entregó 7 cupos para el certamen que se llevará a cabo en la República Checa. Los 7 clasificados se suman al país organizador la República Checa. 
República Checa se clasificó automáticamente por ser país anfitrión. Las otras 52 selecciones afiliadas a la UEFA fueron divididas en 10 grupos, dos son de seis equipos y ocho de cinco. En cada grupo cada selección juega en casa y fuera ante sus rivales. Los diez vencedores de grupo y los cuatro subcampeones de grupo con mejor registro contra las selecciones que resultaron primeras, terceras, cuartas y quintas, disputarán la segunda fase de las semifinales.

## Fase de grupos

### Grupo 1
| Equipo     | Pts | PJ | PG | PE | PP | GF | GC | Dif |
| ---------- | --- | -- | -- | -- | -- | -- | -- | --- |
| Inglaterra | 28  | 10 | 9  | 1  | 0  | 31 | 2  | 29  |
| Finlandia  | 16  | 10 | 4  | 4  | 2  | 17 | 10 | 7   |
| Moldavia   | 16  | 10 | 5  | 1  | 4  | 12 | 6  | 6   |
| Gales      | 12  | 10 | 3  | 3  | 4  | 12 | 13 | -1  |
| Lituania   | 8   | 10 | 2  | 2  | 6  | 6  | 19 | -13 |
| San Marino | 4   | 10 | 1  | 1  | 8  | 2  | 30 | -28 |

| 22 de marzo de 2013, 19:00 | Gales        | 1:0 (1:0) | Moldavia | Parc Y Scarlets, Llanelli  |                            |
|                            | Lawrence 10' | Reporte   |          | Árbitro(s): Gunnar Jónsson | Árbitro(s): Gunnar Jónsson |

| 6 de junio de 2013, 17:00 | Lituania                   | 2:1 (1:1) | San Marino | FK Sūduva Marijampolė, Marijampole |                          |
|                           | Verbickas 8' · Spalvis 83' | Reporte   | Biordi 13' | Árbitro(s): Sven Bindels           | Árbitro(s): Sven Bindels |

| 9 de septiembre de 2013, 19:00 | Finlandia    | 1:1 (1:0) | Inglaterra   | Tampere Stadium, Tampere      |                               |
|                                | Yaghoubi 15' | Reporte   | Berahino 67' | Árbitro(s): Vladimir Kazmenko | Árbitro(s): Vladimir Kazmenko |

| 11 de junio de 2013, 17:00 | Finlandia                          | 2:2 (1:0) | Lituania        | Raatti Stadium, Oulu           |                                |
|                            | Pohjanpalo 14' · O'Shaughnessy 90' | Reporte   | Spalvis 53' 70' | Árbitro(s): Georgi Vadachkoria | Árbitro(s): Georgi Vadachkoria |

| 11 de junio de 2013, 20:30 | San Marino | 0:3 (0:2) | Moldavia                                     | San Marino Stadium, Serravalle |                           |
|                            |            | Reporte   | Dima 21' · Anton 30' (pen.) · Milinceanu 83' | Árbitro(s): Suren Baliyan      | Árbitro(s): Suren Baliyan |

| 5 de marzo de 2014, 19:00 | Inglaterra  | 1:0 (0:0) | Gales | Pride Park, Derby             |                               |
|                           | Redmond 56' | Reporte   |       | Árbitro(s): Nicolas Rainville | Árbitro(s): Nicolas Rainville |

| 14 de agosto de 2013, 17:00 | Gales           | 1:5 (0:4) | Finlandia                                         | Nantporth Stadium, Bangor |  |
|                             | Huws 47' (pen.) | Reporte   | Kastrati 7' · Väyrynen 11' 30' 57' · Yaghoubi 39' |                           |  |

| 14 de agosto de 2013, 21:00 | San Marino | 0:1 (0:0) | Lituania       | San Marino Stadium, Serravalle |                             |
|                             |            | Reporte   | Kazlauskas 49' | Árbitro(s): Kevin Azzopardi    | Árbitro(s): Kevin Azzopardi |

| 5 de septiembre de 2013, 19:00 | Inglaterra   | 1:0 (1:0) | Moldavia | Madejski Stadium, Reading    |                              |
|                                | Berahino 13' | Reporte   |          | Árbitro(s): Nikola Dabanović | Árbitro(s): Nikola Dabanović |

| 5 de septiembre de 2013, 19:00 | Lituania | 0:1 (0:0) | Finlandia    | Estadio LFF, Vilnius    |                         |
|                                |          | Reporte   | Väyrynen 53' | Árbitro(s): Ádám Németh | Árbitro(s): Ádám Németh |

| 6 de septiembre de 2013, 20:30 | San Marino | 1:0 (1:0) | Gales | San Marino Stadium, Serravalle |                              |
|                                | Biordi 22' | Reporte   |       | Árbitro(s): Dejan Jakimovksi   | Árbitro(s): Dejan Jakimovksi |

| 9 de septiembre de 2014, 19:00 | Moldavia | 0:3 (0:1) | Inglaterra                  | Sheriff Stadium, Tiraspol |                           |
|                                |          | Reporte   | Berahino 16' 51' · Kane 84' | Árbitro(s): Mete Kalkavan | Árbitro(s): Mete Kalkavan |

| 11 de octubre de 2013, 15:00 | Gales                          | 2:0 (2:0) | Lituania | Nantporth Stadium, Bangor      |                                |
|                              | Lawrence 21' (pen.) 40' (pen.) | Reporte   |          | Árbitro(s): Ioannis Anastasiou | Árbitro(s): Ioannis Anastasiou |

| 10 de octubre de 2013, 20:30 | San Marino | 0:4 (0:2) | Inglaterra                           | San Marino Stadium, Serravalle |                       |
|                              |            | Reporte   | Keane 5' · Kane 45+3' (pen.) 65' 89' | Árbitro(s): Eiko Saar          | Árbitro(s): Eiko Saar |

| 15 de octubre de 2013, 19:00 | Moldavia   | 1:0 (0:0) | Finlandia | Sheriff Stadium, Tiraspol |                      |
|                              | Bogdan 68' | Reporte   |           | Árbitro(s): Wim Smet      | Árbitro(s): Wim Smet |

| 15 de octubre de 2013, 18:00 | Inglaterra                                                  | 5:0 (2:0) | Lituania | Portman Road, Ipswich        |                              |
|                              | Morrison 3' 71' · Ward-Prowse 27' · Berahino 63' 76' (pen.) | Reporte   |          | Árbitro(s): Adrien Jaccottet | Árbitro(s): Adrien Jaccottet |

| 15 de octubre de 2013, 14:00 | Gales                                            | 4:0 (1:0) | San Marino | Nantporth Stadium, Bangor    |                              |
|                              | Harrison 44' · Lucas 50' · Burns 64' · Bodin 84' | Reporte   |            | Árbitro(s): Denis Scherbakov | Árbitro(s): Denis Scherbakov |

| 1 de junio de 2014, 18:30 | Finlandia   | 1:0 (0:0) | Moldavia | Saviniemi Football Stadium, Kouvola |                                 |
|                           | Hatakka 55' | Reporte   |          | Árbitro(s): Vadims Direktorenko     | Árbitro(s): Vadims Direktorenko |

| 14 de noviembre de 2013, 19:45 | Inglaterra                     | 3:0 (2:0) | Finlandia | MK Dons, Milton Keynes   |                          |
|                                | Keane 21' · Berahino 37' 90+1' | Reporte   |           | Árbitro(s): Paolo Valeri | Árbitro(s): Paolo Valeri |

| 15 de noviembre de 2013, 18:00 | Moldavia            | 2:0 (0:0) | San Marino | Sheriff Stadium, Tiraspol |                         |
|                                | Dima 53' · Ursu 83' | Reporte   |            | Árbitro(s): Ádám Németh   | Árbitro(s): Ádám Németh |

| 9 de septiembre de 2014, 19:00 | Lituania         | 1:1 (0:0) | Gales     | SRC Alytus, Alytus          |                             |
|                                | Tamulevičius 81' | Reporte   | Evans 90' | Árbitro(s): Ivaylo Stoyanov | Árbitro(s): Ivaylo Stoyanov |

| 19 de noviembre de 2013, 19:00 | Moldavia                      | 3:0 (1:0) | Lituania | Sheriff Stadium, Tiraspol       |                                 |
|                                | Dima 37' · Milinceanu 54' 81' | Reporte   |          | Árbitro(s): Dimitar Meckarovski | Árbitro(s): Dimitar Meckarovski |

| 19 de noviembre de 2013, 19:00 | Inglaterra                                                                                            | 9:0 (5:0) | San Marino | Greenhous Meadow, Shrewsbury |                            |
|                                | Keane 13' · Sterling 15' 59' · Ings 18' 48' · Ward-Prowse 24' · Ince 42' · Jenkinson 61' · Hughes 78' | Reporte   |            | Árbitro(s): Gunnar Jónsson   | Árbitro(s): Gunnar Jónsson |

| 5 de septiembre de 2014, 19:00 | Finlandia              | 2:2 (1:0) | Gales                 | Turku Stadium, Turku       |                            |
|                                | Lod 19' · Väyrynen 87' | Reporte   | Burns 65' · Evans 69' | Árbitro(s): Andreas Pappas | Árbitro(s): Andreas Pappas |

| 5 de marzo de 2014, 20:30 | San Marino | 0:0 (0:0) | Finlandia | San Marino Stadium, Serravalle |                              |
|                           |            | Reporte   |           | Árbitro(s): Michael Johansen   | Árbitro(s): Michael Johansen |

| 19 de mayo de 2014, 19:30 | Gales       | 1:3 (1:2) | Inglaterra                       | Swansea Stadium, Swansea  |                           |
|                           | Edwards 20' | Reporte   | Redmond 18' 38' · Berahino 90+2' | Árbitro(s): Artyom Kuchin | Árbitro(s): Artyom Kuchin |

| 5 de junio de 2014, 18:30 | Lituania | 0:3 (0:1) | Moldavia                      | Estadio LFF, Vilnius             |                                  |
|                           |          | Reporte   | Milinceanu 31' · Dima 69' 85' | Árbitro(s): Tornike Gvantseladze | Árbitro(s): Tornike Gvantseladze |

| 5 de septiembre de 2014, 19:00 | Lituania | 0:1 (0:0) | Inglaterra | Estadio Darius y Girėnas, Kaunas |                             |
|                                |          | Reporte   | Kane 81'   | Árbitro(s): Vlado Glodjović      | Árbitro(s): Vlado Glodjović |

| 9 de septiembre de 2014, 19:00 | Finlandia                                                           | 5:0 (2:0) | San Marino | Wiklöf Holding Arena, Mariehamn |                            |
|                                | Väyrynen 8' · Väisänen 26' · O'Shaughnessy 57' · Hovi 64' · Lam 79' | Reporte   |            | Árbitro(s): Edin Jakupovic      | Árbitro(s): Edin Jakupovic |

| 10 de septiembre de 2014, 19:00 | Moldavia | 0:0 (0:0) | Gales | Sheriff Stadium, Tiraspol |                           |
|                                 |          | Reporte   |       | Árbitro(s): Rahim Hasanov | Árbitro(s): Rahim Hasanov |

### Grupo 2
| Equipo    | Pts | PJ | PG | PE | PP | GF | GC | Dif |
| --------- | --- | -- | -- | -- | -- | -- | -- | --- |
| Dinamarca | 26  | 10 | 8  | 2  | 0  | 37 | 9  | 28  |
| Rusia     | 22  | 10 | 7  | 1  | 2  | 22 | 12 | 10  |
| Eslovenia | 17  | 10 | 5  | 2  | 3  | 29 | 11 | 18  |
| Bulgaria  | 9   | 10 | 2  | 3  | 5  | 18 | 26 | -8  |
| Estonia   | 9   | 10 | 2  | 3  | 5  | 9  | 23 | -14 |
| Andorra   | 1   | 10 | 0  | 1  | 9  | 1  | 35 | -34 |

| 26 de marzo de 2013, 16:00 | Andorra | 0:3 (0:2) | Rusia                                               | Estadio Comunal, Andorra la Vieja |                             |
|                            |         | Reporte   | Mitrishev 10' · Korotaev 18' · Obukhov 90+3' (pen.) | Árbitro(s): Laurent Kopriwa       | Árbitro(s): Laurent Kopriwa |

| 7 de junio de 2013, 16:30 | Estonia | 0:1 (0:0) | Dinamarca | Kadriorg Stadium, Tallin       |                                |
|                           |         | Reporte   | Jradi 54' | Árbitro(s): Thorvaldur Árnason | Árbitro(s): Thorvaldur Árnason |

| 15 de octubre de 2013, 17:00 | Eslovenia                          | 2:1 (1:0) | Bulgaria     | Športni Park, Nova Gorica |                           |
|                              | Georgiev 24' (a.g.) · Šporar 90+2' | Reporte   | Jordanov 53' | Árbitro(s): Arnold Hunter | Árbitro(s): Arnold Hunter |

| 1 de junio de 2013, 18:00 | Bulgaria                               | 3:0 (2:0) | Andorra | Lovech Stadion, Lovech         |                                |
|                           | Nedelev 19' · Petkov 45' · Chochev 50' | Reporte   |         | Árbitro(s): Georgi Vadachkoria | Árbitro(s): Georgi Vadachkoria |

| 14 de agosto de 2013, 20:00 | Eslovenia | 0:1 (0:1) | Estonia    | Ob Jezeru, Velenje              |                                 |
|                             |           | Reporte   | Rättel 22' | Árbitro(s): Anatolii Zhabchenko | Árbitro(s): Anatolii Zhabchenko |

| 15 de octubre de 2013, 18:30 | Rusia | 0:2 (0:0) | Dinamarca                      | Rodina Stadium, Khimki        |                               |
|                              |       | Reporte   | Jønsson 49' · Brock-Madsen 52' | Árbitro(s): Eitan Shmuelevitz | Árbitro(s): Eitan Shmuelevitz |

| 11 de junio de 2013, 15:30 | Estonia         | 1:1 (1:0) | Andorra         | Kadriorg Stadium, Tallin  |                           |
|                            | Podholjuzin 35' | Reporte   | San Nicolas 52' | Árbitro(s): Jari Järvinen | Árbitro(s): Jari Järvinen |

| 6 de septiembre de 2013, 16:00 | Rusia            | 2:1 (0:0) | Eslovenia  | Arena Khimki, Khimki       |                            |
|                                | Bazelyuk 59' 86' | Reporte   | Vučkič 56' | Árbitro(s): Peter Kralović | Árbitro(s): Peter Kralović |

| 15 de noviembre de 2013, 18:00 | Bulgaria                   | 2:3 (2:1) | Dinamarca                        | Beroe, Stara Zagora     |                         |
|                                | Jordanov 19' · Gamakov 27' | Reporte   | Poulsen 8' 87' · Vestergaard 53' | Árbitro(s): Hugo Miguel | Árbitro(s): Hugo Miguel |

| 6 de septiembre de 2013, 19:00 | Bulgaria    | 1:1 (1:0) | Estonia       | Lovech Stadion, Lovech           |                                  |
|                                | Kirilov 20' | Reporte   | Baranov 90+4' | Árbitro(s): Tornike Gvantseladze | Árbitro(s): Tornike Gvantseladze |

| 6 de septiembre de 2013, 18:30 | Dinamarca                                                          | 6:0 (1:0) | Andorra | Aalborg Stadion, Aalborg |                         |
|                                | Remmer 6' 40' · Zohore 20' 34' · Brock-Madsen 89' · Andersen 90+3' | Reporte   |         | Árbitro(s): Enea Jorgji  | Árbitro(s): Enea Jorgji |

| 15 de noviembre de 2013, 15:30 | Eslovenia | 0:1 (0:0) | Rusia         | ŠRC Bonifika, Koper      |                          |
|                                |           | Reporte   | Nikitin 90+2' | Árbitro(s): Marius Avram | Árbitro(s): Marius Avram |

| 30 de mayo de 2014, 17:00 | Andorra | 0:5 (0:3) | Eslovenia                                                            | Estadio Comunal, Andorra la Vieja |                               |
|                           |         | Reporte   | Dobrovoljc 27' · Bratanovič 39' 53' · Majer 42' · Jelenič 87' (pen.) | Árbitro(s): Alexandre Boucaut     | Árbitro(s): Alexandre Boucaut |

| 10 de septiembre de 2013, 17:00 | Rusia                                 | 3:1 (1:1) | Bulgaria    | Arena Khimki, Khimki       |                            |
|                                 | Obukhov 19' (pen.) 48' · Bazelyuk 63' | Reporte   | Kolev 45+3' | Árbitro(s): Andreas Ekberg | Árbitro(s): Andreas Ekberg |

| 5 de marzo de 2014, 18:30 | Dinamarca                                                                                     | 8:0 (3:0) | Estonia | Farum Park, Farum        |                          |
|                           | Højbjerg 12' (pen.) 16' · Cornelius 21' · Poulsen 52' · Thomsen 61' 71' · Christensen 67' 84' | Reporte   |         | Árbitro(s): Sven Bindels | Árbitro(s): Sven Bindels |

| 10 de septiembre de 2013, 16:30 | Eslovenia               | 2:2 (2:1) | Dinamarca                          | Mestni, Ajdovscina        |                           |
|                                 | Vučkič 32' · Šporar 38' | Reporte   | Brock-Madsen 30' · Christensen 66' | Árbitro(s): Nikolaj Hänni | Árbitro(s): Nikolaj Hänni |

| 11 de octubre de 2013, 16:00 | Bulgaria                             | 3:3 (2:1) | Rusia                        | Beroe, Stara Zagora            |                                |
|                              | Velkov 13' · Chochev 37' · Kolev 66' | Reporte   | Bazelyuk 8' 56' · Kozlov 63' | Árbitro(s): Sebastian Colţescu | Árbitro(s): Sebastian Colţescu |

| 15 de noviembre de 2013, 16:00 | Andorra | 0:2 (0:0) | Estonia                  | Estadio Comunal, Andorra la Vieja |                            |
|                                |         | Reporte   | Lipin 51' · Kulinitš 60' | Árbitro(s): Sergiu Derenov        | Árbitro(s): Sergiu Derenov |

| 19 de noviembre de 2013, 20:00 | Rusia     | 1:0 (0:0) | Estonia | Kuban Stadium, Krasnodar    |                             |
|                                | Nurov 84' | Reporte   |         | Árbitro(s): Igor Pristovnik | Árbitro(s): Igor Pristovnik |

| 19 de noviembre de 2013, 16:00 | Andorra | 0:2 (0:2) | Dinamarca                | Estadio Comunal, Andorra la Vieja |                                   |
|                                |         | Reporte   | Zohore 15' · Poulsen 31' | Árbitro(s): Aleksandrs Anufrijevs | Árbitro(s): Aleksandrs Anufrijevs |

| 19 de noviembre de 2013, 14:30 | Bulgaria  | 1:5 (1:2) | Eslovenia                                                      | Beroe, Stara Zagora    |                        |
|                                | Kolev 28' | Reporte   | Pučko 24' · Jelenič 34' · Benedičič 64' · Bratanovič 74' 90+1' | Árbitro(s): Eli Hacmon | Árbitro(s): Eli Hacmon |

| 31 de mayo de 2014, 18:00 | Estonia    | 1:2 (1:2) | Rusia                           | A. Le Coq Arena, Tallin |                         |
|                           | Gussev 22' | Reporte   | Baranov 6' (a.g.) · Nikitin 20' | Árbitro(s): Tore Hansen | Árbitro(s): Tore Hansen |

| 5 de junio de 2014, 17:00 | Andorra | 0:3 (0:1) | Bulgaria                               | Estadio Comunal, Andorra la Vieja |                        |
|                           |         | Reporte   | Nedelev 45+2' (pen.) 73' · Kirilov 53' | Árbitro(s): Rob Rogers            | Árbitro(s): Rob Rogers |

| 11 de octubre de 2013, 18:00 | Dinamarca        | 2:2 (0:2) | Eslovenia                | Aalborg Stadion, Aalborg   |                            |
|                              | Højbjerg 46' 74' | Reporte   | Jelenič 17' · Šporar 24' | Árbitro(s): Andreas Pappas | Árbitro(s): Andreas Pappas |

| 8 de septiembre de 2014, 17:00 | Estonia           | 1:7 (0:4) | Eslovenia                                                                                | Rakvere, Rakvere           |                            |
|                                | Liivak 83' (pen.) | Reporte   | Mitrovič 16' · Šporar 18' (pen.) · Vrhovec 27' · Verbič 32' · Krajnc 63' · Hotič 80' 89' | Árbitro(s): Lasha Silagava | Árbitro(s): Lasha Silagava |

| 9 de septiembre de 2014, 20:00 | Rusia                                                                 | 5:0 (3:0) | Andorra | Luzhniki Stadium, Moscú      |                              |
|                                | Serderov 2' · Davydov 34' 44' · Khodzhaniyazov 75' · Mogilevets 90+2' | Reporte   |         | Árbitro(s): Nikola Dabanović | Árbitro(s): Nikola Dabanović |

| 9 de septiembre de 2014, 18:00 | Dinamarca                                                                                | 7:1 (4:0) | Bulgaria         | Aalborg Stadion, Aalborg  |                           |
|                                | Andersen 18' 32' · Durmisi 36' · Vestergaard 42' · Berggreen 65' · Bech 67' · Zohore 78' | Reporte   | Karachanakov 49' | Árbitro(s): István Kovács | Árbitro(s): István Kovács |

| 3 de septiembre de 2014, 18:00 | Dinamarca                                                             | 4:2 (2:1) | Rusia                    | Aalborg Stadion, Aalborg      |                               |
|                                | Lassen Christensen 5' 44' · Vestergaard 56' · Andreas Christensen 73' | Reporte   | Koryan 33' · Davydov 89' | Árbitro(s): Jesús Gil Manzano | Árbitro(s): Jesús Gil Manzano |

| 3 de septiembre de 2014, 17:00 | Eslovenia                                                     | 5:0 (1:0) | Andorra | Mestni, Ajdovscina    |                       |
|                                | Vučkič 18' · Bratanovič 55' · Stojanovič 60' · Lotrič 82' 88' | Reporte   |         | Árbitro(s): Eiko Saar | Árbitro(s): Eiko Saar |

| 3 de septiembre de 2014, 19:00 | Estonia                        | 2:2 (0:1) | Bulgaria                  | A. Le Coq Arena, Tallin        |                                |
|                                | Vihmann 49' · Anier 65' (pen.) | Reporte   | Kolev 8' · Chunchukov 79' | Árbitro(s): Bryn Markham-Jones | Árbitro(s): Bryn Markham-Jones |

### Grupo 3
| Equipo     | Pts | PJ | PG | PE | PP | GF | GC | Dif |
| ---------- | --- | -- | -- | -- | -- | -- | -- | --- |
| Eslovaquia | 17  | 8  | 5  | 2  | 1  | 19 | 7  | 12  |
| Holanda    | 16  | 8  | 5  | 1  | 2  | 22 | 6  | 16  |
| Escocia    | 11  | 8  | 3  | 2  | 3  | 12 | 15 | -3  |
| Georgia    | 10  | 8  | 3  | 1  | 4  | 8  | 15 | -7  |
| Luxemburgo | 3   | 8  | 1  | 0  | 7  | 5  | 23 | -18 |

| 25 de marzo de 2013, 19:30 | Escocia                               | 3:0 (1:0) | Luxemburgo | Saint Mirren Park, Paisley |                           |
|                            | Walker 45+2' · Watt 66' · Toshney 84' | Reporte   |            | Árbitro(s): Dennis Antamo  | Árbitro(s): Dennis Antamo |

| 9 de septiembre de 2013, 19:00 | Eslovaquia | 1:0 (1:0) | Georgia | National Training Centre, Senec |                             |
|                                | Zreľák 18' | Reporte   |         | Árbitro(s): Alan Mario Sant     | Árbitro(s): Alan Mario Sant |

| 11 de junio de 2013, 19:00 | Luxemburgo | 1:7 (0:5) | Eslovaquia                                                                     | Deich, Ettelbruck          |                            |
|                            | Luisi 53'  | Reporte   | Schranz 1' 14' 37' · Paur 18' · Škvarka 28' (pen.) · Hrošovský 60' · Janec 72' | Árbitro(s): Bardhyl Pashaj | Árbitro(s): Bardhyl Pashaj |

| 5 de septiembre de 2013, 18:30 | Holanda                                                      | 4:0 (0:0) | Escocia | Goffert Stadion, Nimega  |                          |
|                                | Vilhena 52' · Castaignos 69' · Van der Hoorn 74' · Drost 78' | Reporte   |         | Árbitro(s): Paolo Valeri | Árbitro(s): Paolo Valeri |

| 5 de septiembre de 2013, 18:00 | Luxemburgo | 0:3 (0:1) | Georgia                                          | La Frontière, Esch-sur-alzette |                                |
|                                |            | Reporte   | Skhirtladze 18' · Kobakhidze 72' · Chanturia 78' | Árbitro(s): Bryn Markham-Jones | Árbitro(s): Bryn Markham-Jones |

| 14 de noviembre de 2013, 20:15 | Eslovaquia             | 2:2 (1:0) | Holanda                             | National Training Centre, Senec |                               |
|                                | Zreľák 37' · Malec 76' | Reporte   | Castaignos 52' · Vilhena 66' (pen.) | Árbitro(s): Ken Henry Johnsen   | Árbitro(s): Ken Henry Johnsen |

| 9 de septiembre de 2013, 18:00 | Luxemburgo | 0:1 (0:1) | Holanda               | Jos Nosbaum, Dudelange       |                              |
|                                |            | Reporte   | Van Ginkel 18' (pen.) | Árbitro(s): Andris Treimanis | Árbitro(s): Andris Treimanis |

| 14 de octubre de 2013, 15:00 | Georgia                       | 2:1 (1:0) | Escocia     | Mikheil Meskhi Stadioni, Tiflis |                               |
|                              | Kazaishvili 39' · Jigauri 70' | Reporte   | Macleod 81' | Árbitro(s): Sergei Tsinkevich   | Árbitro(s): Sergei Tsinkevich |

| 10 de octubre de 2013, 15:00 | Georgia | 0:6 (0:2) | Holanda                                                 | Mikheil Meskhi Stadioni, Tiflis |                              |
|                              |         | Reporte   | Boëtius 14' · Castaignos 45+1' 48' 78' · Promes 67' 71' | Árbitro(s): Paweł Raczkowski    | Árbitro(s): Paweł Raczkowski |

| 10 de octubre de 2013, 19:30 | Escocia                          | 2:1 (2:0) | Eslovaquia | Saint Mirren Park, Paisley |                           |
|                              | Armstrong 31' · Chris Martin 36' | Reporte   | Malec 69'  | Árbitro(s): Damir Batinić  | Árbitro(s): Damir Batinić |

| 14 de octubre de 2013, 19:00 | Eslovaquia                                  | 3:0 (0:0) | Luxemburgo | National Training Centre, Senec |                        |
|                              | Duda 60' (pen.) · Zreľák 77' · Pauschek 87' | Reporte   |            | Árbitro(s): Rob Rogers          | Árbitro(s): Rob Rogers |

| 14 de noviembre de 2013, 19:30 | Escocia      | 1:1 (0:1) | Georgia       | Saint Mirren Park, Paisley |                         |
|                                | Paterson 84' | Reporte   | Chanturia 35' | Árbitro(s): Alain Bieri    | Árbitro(s): Alain Bieri |

| 18 de noviembre de 2013, 14:00 | Georgia         | 1:3 (1:1) | Eslovaquia                              | Tsentraluri, Gori        |                          |
|                                | Kazaishvili 21' | Reporte   | Mészáros 25' · Duda 61' · Schranz 90+3' | Árbitro(s): Nikola Popov | Árbitro(s): Nikola Popov |

| 28 de mayo de 2014, 18:00 | Escocia          | 1:6 (0:3) | Holanda                                         | Saint Mirren Park, Paisley    |                               |
|                           | Chris Martin 85' | Reporte   | Promes 26' 40' 42' · Rekik 50' · Ziyech 76' 79' | Árbitro(s): Christian Dingert | Árbitro(s): Christian Dingert |

| 5 de marzo de 2014, 14:00                                             | Georgia | 0:3     | Luxemburgo | Tsentraluri, Gori                 |                                   |
|                                                                       |         | Reporte |            | Árbitro(s): Anatoliy Vishnichenko | Árbitro(s): Anatoliy Vishnichenko |
| La UEFA le otorgó la victoria a Luxemburgo por razones disciplinarias |         |         |            |                                   |                                   |

| 8 de septiembre de 2014, 18:30 | Holanda | 0:1 (0:0) | Eslovaquia | Willem II, Tilburg         |                            |
|                                |         | Reporte   | Zreľák 72' | Árbitro(s): Javier Estrada | Árbitro(s): Javier Estrada |

| 3 de junio de 2014, 19:00 | Holanda                         | 3:1 (0:0) | Luxemburgo | De Geusselt, Maastricht     |                             |
|                           | Castaignos 54' · Promes 56' 61' | Reporte   | Borges 59' | Árbitro(s): Johnny Casanova | Árbitro(s): Johnny Casanova |

| 4 de septiembre de 2014, 20:30 | Eslovaquia | 1:1 (0:0) | Escocia    | National Training Centre, Senec |                                 |
|                                | Duda 90'   | Reporte   | Fraser 67' | Árbitro(s): Anatolii Zhabchenko | Árbitro(s): Anatolii Zhabchenko |

| 4 de septiembre de 2014, 18:30 | Holanda | 0:1 (0:0) | Georgia     | De Adelaarshorst, Deventer |                            |
|                                |         | Reporte   | Jigauri 71' | Árbitro(s): Markus Hameter | Árbitro(s): Markus Hameter |

| 8 de septiembre de 2014, 17:00 | Luxemburgo | 0:3 (0:1) | Escocia                     | Stade Municipal de Differdange, Differdange |                              |
|                                |            | Reporte   | Gauld 32' 63' · Macleod 36' | Árbitro(s): Dejan Jakimovksi                | Árbitro(s): Dejan Jakimovksi |

### Grupo 4
| Equipo               | Pts | PJn | PG | PE | PP | GF | GC | Dif |
| -------------------- | --- | --- | -- | -- | -- | -- | -- | --- |
| España               | 22  | 8   | 7  | 1  | 0  | 24 | 6  | 18  |
| Austria              | 16  | 8   | 5  | 1  | 2  | 15 | 12 | 3   |
| Hungría              | 9   | 8   | 3  | 0  | 5  | 12 | 13 | -1  |
| Bosnia y Herzegovina | 6   | 8   | 2  | 0  | 6  | 10 | 22 | -12 |
| Albania              | 6   | 8   | 2  | 0  | 6  | 7  | 15 | -8  |

| 7 de junio de 2013, 17:30 | Albania          | 1:2 (1:1) | Hungría                     | Niko Dovana, Durrës         |                             |
|                           | Taipi 28' (pen.) | Reporte   | Adorján 30' · Windecker 69' | Árbitro(s): Jonathan Lardot | Árbitro(s): Jonathan Lardot |

| 5 de septiembre de 2013, 20:30 | Austria                         | 2:6 (1:4) | España                                              | Stadion Graz Liebenau, Graz   |                               |
|                                | Kainz 20' · Carvajal 83' (a.g.) | Reporte   | Carvajal 3' · Morata 12' 17' 45+4' 86' · Jesé 90+1' | Árbitro(s): Nicolas Rainville | Árbitro(s): Nicolas Rainville |

| 11 de junio de 2013, 18:00 | Bosnia y Herzegovina                           | 4:1 (2:1) | Albania     | Stadion Bilino polje, Zenica      |                                   |
|                            | Mešanović 17' 67' · Čajić 29' · Duljević 90+1' | Reporte   | Hoxha 45+1' | Árbitro(s): Aleksandrs Anufrijevs | Árbitro(s): Aleksandrs Anufrijevs |

| 10 de octubre de 2013, 17:00 | Hungría | 0:2 (0:1) | Austria               | ETO Park, Györ             |                            |
|                              |         | Reporte   | Schaub 13' · Žulj 66' | Árbitro(s): Padraig Sutton | Árbitro(s): Padraig Sutton |

| 9 de septiembre de 2013, 20:30 | España                                  | 4:0 (1:0) | Albania | Estadio Municipal Las Gaunas, Logroño |                           |
|                                | Muniain 35' 52' · Morata 59' · Jesé 79' | Reporte   |         | Árbitro(s): Radu Petrescu             | Árbitro(s): Radu Petrescu |

| 5 de septiembre de 2013, 18:00 | Hungría                                          | 4:1 (0:1) | Bosnia y Herzegovina | Széktöi, Kecskemét          |                             |
|                                | Holman 50' 71' · Baráth 59' · Adorján 84' (pen.) | Reporte   | Prcić 8'             | Árbitro(s): Anatoliy Abdula | Árbitro(s): Anatoliy Abdula |

| 14 de agosto de 2013, 17:30 | Albania | 0:1 (0:0) | Austria          | Flamurtari, Vlorë            |                              |
|                             |         | Reporte   | Hysaj 18' (a.g.) | Árbitro(s): Sergei Lapochkin | Árbitro(s): Sergei Lapochkin |

| 10 de octubre de 2013, 20:30 | España                                      | 3:2 (1:1) | Bosnia y Herzegovina      | Estadio La Condomina, Murcia |                             |
|                              | Sergi Roberto 29' · Ñíguez 50' · Morata 69' | Reporte   | Grahovac 13' · Kvesić 86' | Árbitro(s): Ivaylo Stoyanov  | Árbitro(s): Ivaylo Stoyanov |

| 9 de septiembre de 2013, 17:00 | Bosnia y Herzegovina | 0:2 (0:2) | Austria                 | Stadion Bilino polje, Zenica |                          |
|                                |                      | Reporte   | Schaub 30' · Stöger 45' | Árbitro(s): Barış Şimşek     | Árbitro(s): Barış Şimşek |

| 14 de octubre de 2013, 22:00 | España    | 1:0 (1:0) | Hungría | Estadio Cartagonova, Cartagena |                              |
|                              | Morata 9' | Reporte   |         | Árbitro(s): Miroslav Zelinka   | Árbitro(s): Miroslav Zelinka |

| 14 de noviembre de 2013, 17:00 | Hungría | 0:2 (0:0) | Albania                  | József Bozsik, Budapest   |                           |
|                                |         | Reporte   | Shkurtaj 75' · Shala 83' | Árbitro(s): Rahim Hasanov | Árbitro(s): Rahim Hasanov |

| 14 de noviembre de 2013, 20:30 | Bosnia y Herzegovina | 1:6 (1:3) | España                                                                                             | Stadion Bilino polje, Zenica |                          |
|                                | Prcić 15'            | Reporte   | Barišić 33' (a.g.) · Oliver Torres 44' 65' · Morata 45' (pen.) · Muniain 61' · Deulofeu 69' (pen.) | Árbitro(s): Jakob Kehlet     | Árbitro(s): Jakob Kehlet |

| 15 de octubre de 2013, 15:00 | Albania | 0:1 (0:1) | Bosnia y Herzegovina | Elbasan Arena, Elbasan   |                          |
|                              |         | Reporte   | Kvesić 38' (pen.)    | Árbitro(s): Sascha Amhof | Árbitro(s): Sascha Amhof |

| 18 de noviembre de 2013, 20:30 | Austria                                                     | 4:2 (1:2) | Hungría               | Stadion Graz Liebenau, Graz |                             |
|                                | Offenbacher 8' · Žulj 54' · Stöger 67' · Friesenbichler 83' | Reporte   | Radó 18' · Holman 26' | Árbitro(s): Vlado Glodjović | Árbitro(s): Vlado Glodjović |

| 18 de noviembre de 2013, 14:00 | Albania | 0:2 (0:0) | España                     | Elbasan Arena, Elbasan    |                           |
|                                |         | Reporte   | Muniain 66' · Deulofeu 88' | Árbitro(s): Marios Panayi | Árbitro(s): Marios Panayi |

| 5 de septiembre de 2014, 20:30 | Austria                   | 2:0 (2:0) | Bosnia y Herzegovina | NV Arena, St Pölten         |                             |
|                                | Stöger 11' · Djuricin 33' | Reporte   |                      | Árbitro(s): Erik Lambrechts | Árbitro(s): Erik Lambrechts |

| 5 de marzo de 2014, 18:15 | Austria                  | 1:3 (0:2) | Albania                                | Stadion Graz Liebenau, Graz |                          |
|                           | Gregoritsch 90+3' (pen.) | Reporte   | Gavazaj 19' · Shkurtaj 43' · Shala 57' | Árbitro(s): Mervyn Smyth    | Árbitro(s): Mervyn Smyth |

| 4 de septiembre de 2014, 16:00 | Hungría | 0:1 (0:0) | España          | Pancho stadium, Felcsut   |                           |
|                                |         | Reporte   | Saúl Ñíguez 66' | Árbitro(s): Orel Grinfeld | Árbitro(s): Orel Grinfeld |

| 8 de septiembre de 2014, 17:00 | Bosnia y Herzegovina | 1:4 (0:2) | Hungría                                             | Asim Ferhatović Hase Stadion, Sarajevo |                                |
|                                | Zolotić 87'          | Reporte   | Vécsei 1' · Kleinheisler 18' · Bacsa 51' · Bese 53' | Árbitro(s): Thorvaldur Árnason         | Árbitro(s): Thorvaldur Árnason |

| 9 de septiembre de 2014, 19:00 | España      | 1:1 (0:0) | Austria           | Estadio Ciudad de Puertollano, Puertollano |                              |
|                                | Sarabia 50' | Reporte   | Gregoritsch 90+5' | Árbitro(s): Stephan Klossner               | Árbitro(s): Stephan Klossner |

### Grupo 5
| Equipo        | Pts | PJ | PG | PE | PP | GF | GC | Dif |
| ------------- | --- | -- | -- | -- | -- | -- | -- | --- |
| Croacia       | 19  | 8  | 6  | 1  | 1  | 20 | 5  | 15  |
| Ucrania       | 19  | 8  | 6  | 1  | 1  | 20 | 8  | 12  |
| Suiza         | 15  | 8  | 5  | 0  | 3  | 23 | 8  | 15  |
| Letonia       | 6   | 8  | 2  | 0  | 6  | 11 | 22 | -11 |
| Liechtenstein | 0   | 8  | 0  | 0  | 8  | 3  | 24 | -31 |

### Grupo 6
| Equipo      | Pts | PJ | PG | PE | PP | GF | GC | Dif |
| ----------- | --- | -- | -- | -- | -- | -- | -- | --- |
| Alemania    | 20  | 8  | 6  | 2  | 0  | 25 | 5  | 20  |
| Rumania     | 12  | 8  | 3  | 3  | 2  | 14 | 19 | -5  |
| Montenegro  | 11  | 8  | 3  | 2  | 3  | 12 | 11 | 1   |
| Irlanda     | 8   | 8  | 2  | 2  | 4  | 10 | 12 | -2  |
| Islas Feroe | 4   | 8  | 1  | 1  | 6  | 9  | 23 | -14 |

### Grupo 7
| Equipo  | Pts | PJ | PG | PE | PP | GF | GC | Dif |
| ------- | --- | -- | -- | -- | -- | -- | -- | --- |
| Suecia  | 16  | 8  | 5  | 1  | 2  | 20 | 14 | 6   |
| Grecia  | 15  | 8  | 5  | 0  | 3  | 20 | 10 | 10  |
| Polonia | 15  | 8  | 5  | 0  | 3  | 17 | 10 | 7   |
| Turquía | 13  | 8  | 4  | 1  | 3  | 16 | 11 | 5   |
| Malta   | 0   | 8  | 0  | 0  | 8  | 2  | 30 | -28 |

### Grupo 8
| Equipo              | Pts | PJ | PG | PE | PP | GF | GC | Dif |
| ------------------- | --- | -- | -- | -- | -- | -- | -- | --- |
| Portugal            | 24  | 8  | 8  | 0  | 0  | 22 | 6  | 16  |
| Israel              | 15  | 8  | 5  | 0  | 3  | 22 | 15 | 7   |
| Noruega             | 9   | 8  | 3  | 0  | 5  | 11 | 19 | -8  |
| Azerbaiyán          | 7   | 8  | 2  | 1  | 5  | 9  | 15 | -6  |
| Macedonia del Norte | 4   | 8  | 1  | 1  | 6  | 4  | 13 | -9  |

### Grupo 9
| Equipo            | Pts | PJ | PG | PE | PP | GF | GC | Dif |
| ----------------- | --- | -- | -- | -- | -- | -- | -- | --- |
| Italia            | 18  | 8  | 6  | 0  | 2  | 19 | 7  | 12  |
| Serbia            | 16  | 8  | 5  | 1  | 2  | 18 | 10 | 8   |
| Bélgica           | 16  | 8  | 5  | 1  | 2  | 15 | 7  | 8   |
| Chipre            | 6   | 8  | 2  | 0  | 6  | 7  | 21 | -14 |
| Irlanda del Norte | 3   | 8  | 1  | 0  | 7  | 3  | 17 | -14 |

### Grupo 10
| Equipo      | Pts | PJ | PG | PE | PP | GF | GC | Dif |
| ----------- | --- | -- | -- | -- | -- | -- | -- | --- |
| Francia     | 22  | 8  | 7  | 1  | 0  | 28 | 7  | 21  |
| Islandia    | 16  | 8  | 5  | 1  | 2  | 20 | 11 | 9   |
| Kazajistán  | 9   | 8  | 3  | 0  | 5  | 8  | 18 | -10 |
| Armenia     | 9   | 8  | 3  | 0  | 5  | 7  | 19 | -12 |
| Bielorrusia | 3   | 8  | 1  | 0  | 7  | 6  | 14 | -8  |

### Ranking de los segundos puestos
Los 4 mejores segundos lugares de los 10 grupos pasarán a la siguiente ronda junto a los ganadores de cada grupo. (Se contabilizan los resultados obtenidos en contra de los ganadores, los terceros, los cuartos y los quintos clasificados de cada grupo). 
| Grp | Equipo    | PJ | PG | PE | PP | GF | GC | DG | Pts |
| --- | --------- | -- | -- | -- | -- | -- | -- | -- | --- |
| 5   | Ucrania   | 8  | 6  | 1  | 1  | 20 | 8  | 12 | 19  |
| 3   | Holanda   | 8  | 5  | 1  | 2  | 22 | 6  | 16 | 16  |
| 10  | Islandia  | 8  | 5  | 1  | 2  | 20 | 11 | 9  | 16  |
| 9   | Serbia    | 8  | 5  | 1  | 2  | 18 | 10 | 8  | 16  |
| 4   | Austria   | 8  | 5  | 1  | 2  | 15 | 12 | 3  | 16  |
| 2   | Rusia     | 8  | 5  | 1  | 2  | 14 | 12 | 2  | 16  |
| 7   | Grecia    | 8  | 5  | 0  | 3  | 20 | 10 | 10 | 15  |
| 8   | Israel    | 8  | 5  | 0  | 3  | 22 | 15 | 7  | 15  |
| 1   | Finlandia | 8  | 3  | 3  | 2  | 12 | 10 | 2  | 12  |
| 6   | Rumania   | 8  | 3  | 3  | 2  | 14 | 19 | -5 | 12  |

## Fase de Play-Offs
Los 10 mejores ganadores de grupo junto a los 4 mejores segundos lugares de los 10 grupos pasarán a la siguiente ronda, se agruparán en siete parejas, las cuales se enfrentarán en partidos de ida y vuelta, los ganadores junto al anfitrión República Checa disputarán la final. En caso de empate en diferencia de goles, se aplicará la regla del gol de visitante.

### Resultados
| Equipo 1   | Agr.    | Equipo 2 | Ida | Vuelta |
| ---------- | ------- | -------- | --- | ------ |
| Eslovaquia | 2–4     | Italia   | 1–1 | 1–3    |
| Francia    | 3–4     | Suecia   | 2–0 | 1–4    |
| Dinamarca  | (gv)1–1 | Islandia | 0–0 | 1–1    |
| Inglaterra | 4–2     | Croacia  | 2–1 | 2–1    |
| Holanda    | 4–7     | Portugal | 0–2 | 4–5    |
| Ucrania    | 0–5     | Alemania | 0–3 | 0–2    |
| Serbia     | 2–1     | España   | 0–0 | 2–1    |

#### Eslovaquia - Italia
| 10 de octubre de 2014, 17:00 | Eslovaquia | 1:1 (0:0) | Italia      | Štadión FC ViOn, Zlaté Moravce |                        |
|                              | Zreľák 69' | Reporte   | Belotti 54' | Árbitro(s): Artur Dias         | Árbitro(s): Artur Dias |

| 14 de octubre de 2014, 16:00 | Italia                                           | 3:1 (2:0) | Eslovaquia  | Stadio Giglio, Reggio Emilia, Italia |                           |
|                              | Bernardeschi 5' · Belotti 15' (pen.) · Longo 90' | Reporte   | Lobotka 63' | Árbitro(s): Steven McLean            | Árbitro(s): Steven McLean |

- Italia ganó la serie 4-2 y clasificó a la Eurocopa sub-21

#### Francia - Suecia
| 10 de octubre de 2014, 18:45 | Francia                            | 2:0 (1:0) | Suecia | MMArena, Le Mans        |                         |
|                              | Thauvin 44' (pen.) · Kondogbia 81' | Reporte   |        | Árbitro(s): Kenn Hansen | Árbitro(s): Kenn Hansen |

| 14 de octubre de 2014, 20:00 | Suecia                                | 4:1 (2:0) | Francia     | Örjans Vall, Halmstad          |                                |
|                              | Kiese Thelin 3' 35' · Lewicki 71' 88' | Reporte   | Kurzawa 87' | Árbitro(s): Tasos Sidiropoulos | Árbitro(s): Tasos Sidiropoulos |

- Suecia ganó la serie 4-3 y clasificó a la Eurocopa sub-21.

#### Dinamarca - Islandia
| 10 de octubre de 2014, 18:00 | Dinamarca | 0:0 (0:0) | Islandia | Aalborg Stadion, Aalborg |                         |
|                              |           | Reporte   |          | Árbitro(s): Liran Liany  | Árbitro(s): Liran Liany |

| 14 de octubre de 2014, 18:15 | Islandia                 | 1:1 (0:0) | Dinamarca   | Laugardalsvöllur, Reykjavík    |                                |
|                              | Friðjónsson 90+3' (pen.) | Reporte   | Thomsen 90' | Árbitro(s): Tasos Sidiropoulos | Árbitro(s): Tasos Sidiropoulos |

- Serie igualada 1-1, Dinamarca clasifica a la Eurocopa sub-21 por la regla del gol de visitante.

#### Inglaterra - Croacia
| 10 de octubre de 2014, 18:45 | Inglaterra                     | 2:1 (0:1) | Croacia    | Molineux Stadium, Wolverhampton |                            |
|                              | Kane 58' · Berahino 85' (pen.) | Reporte   | Livaja 13' | Árbitro(s): Javier Estrada      | Árbitro(s): Javier Estrada |

| 14 de octubre de 2014, 18:00 | Croacia    | 1:2 (1:1) | Inglaterra            | Stadion HNK Cibalia, Vinkovci  |                                |
|                              | Livaja 38' | Reporte   | Moore 9' · Hughes 73' | Árbitro(s): Tasos Sidiropoulos | Árbitro(s): Tasos Sidiropoulos |

- Inglaterra ganó la serie 4-2 y clasificó a la Eurocopa sub-21.

#### Holanda - Portugal
| 9 de octubre de 2014, 18:30 | Holanda | 0:2 (0:1) | Portugal                         | AZ Stadion, Alkmaar            |                                |
|                             |         | Reporte   | Oliveira 45+1' (pen.) · Mané 82' | Árbitro(s): Tasos Sidiropoulos | Árbitro(s): Tasos Sidiropoulos |

| 14 de octubre de 2014, 18:00 | Portugal                                                 | 5:4 (2:2) | Holanda                                           | Estádio da Mata Real, Pacos de Ferreira |                            |
|                              | Vezo 13' · Rubén Neves 20' · Ricardo 50' 66' · Silva 87' | Reporte   | Weghorst 15' · Kongolo 45+2' · Ake 64' 89' (pen.) | Árbitro(s): Michael Oliver              | Árbitro(s): Michael Oliver |

- Portugal ganó la serie 7-4 y clasificó a la Eurocopa sub-21.

#### Ucrania - Alemania
| 10 de octubre de 2014, 18:30 | Ucrania | 0:3 (0:1) | Alemania                                      | KP Tcentralnyi, Cherkassy |                           |
|                              |         | Reporte   | P. Hofmann 35' · Volland 61' · J. Hofmann 79' | Árbitro(s): Halis Özkahya | Árbitro(s): Halis Özkahya |

| 14 de octubre de 2014, 18:00 | Alemania                        | 2:0 (0:0) | Ucrania | Stadion Essen, Essen       |                            |
|                              | Volland 89' · Bittencourt 90+1' | Reporte   |         | Árbitro(s): Danny Makkelie | Árbitro(s): Danny Makkelie |

- Alemania ganó la serie 5-0 y clasificó a la Eurocopa sub-21

#### Serbia - España
| 10 de octubre de 2014, 17:00 | Serbia | 0:0 (0:0) | España | Jagodina City Stadium, Jagodina |                            |
|                              |        | Reporte   |        | Árbitro(s): Sergei Karasev      | Árbitro(s): Sergei Karasev |

| 14 de octubre de 2014, 18:00 | España              | 1:2 (0:1) | Serbia                           | Estadio Ramón de Carranza, Cádiz |                          |
|                              | Sergi Roberto 90+2' | Reporte   | Ñíguez 31' (a.g.) · Kostić 90+3' | Árbitro(s): Felix Zwayer         | Árbitro(s): Felix Zwayer |

- Serbia ganó la serie 2-1 y clasificó a la Eurocopa sub-21.

## Máximos Goleadores
| Jugador          | Selección  | Goles |
| ---------------- | ---------- | ----- |
| Saido Berahino   | Inglaterra | 10    |
| Arkadiusz Milik  | Polonia    | 9     |
| Álvaro Morata    | España     | 8     |
| Emil Atlason     | Islandia   | 8     |
| Munas Dabbur     | Israel     | 8     |
| Marcelo Brozović | Croacia    | 7     |
| Quincy Promes    | Holanda    | 7     |
| Philipp Hofmann  | Alemania   | 7     |
| Harry Kane       | Inglaterra | 6     |
| Florian Thauvin  | Francia    | 6     |
| Kevin Volland    | Alemania   | 6     |
| Nikos Karelis    | Grecia     | 6     |
| Luc Castaignos   | Holanda    | 6     |
| Andrea Belotti   | Italia     | 6     |
| Tim Väyrynen     | Finlandia  | 6     |

## Máximos Asistentes
| Jugador                | Selección  | Asistencias |
| ---------------------- | ---------- | ----------- |
| Florian Thauvin        | Francia    | 7           |
| Nicolaj Thomsen        | Dinamarca  | 5           |
| Gerard Deulofeu        | España     | 4           |
| Tom Ince               | Inglaterra | 4           |
| Marcelo Brozović       | Croacia    | 4           |
| Marko Vukčević         | Montenegro | 4           |
| Haris Vučkič           | Eslovenia  | 4           |
| Vladyslav Kalitvintsev | Ucrania    | 4           |
| Paul-Georges Ntep      | Francia    | 4           |
| Pierre Højbjerg        | Dinamarca  | 4           |

## Clasificados a laEurocopa Sub-21 de 2015
| Bandera de República Checa  | Bandera de Italia | Bandera de Suecia | Bandera de Dinamarca | Bandera de Inglaterra | Bandera de Portugal | Bandera de Alemania | Bandera de Serbia |
| República Checa (Anfitrión) | Italia            | Suecia            | Dinamarca            | Inglaterra            | Portugal            | Alemania            | Serbia            |
| --------------------------- | ----------------- | ----------------- | -------------------- | --------------------- | ------------------- | ------------------- | ----------------- |